# Sohoton-Natural-Bridge-Nationalpark
Der Sohoton-Natural-Bridge-Nationalpark liegt auf der Insel Samar, Philippinen. Er wurde 1935 eingerichtet in der Provinz Samar auf dem Gemeindegebiet von Basey und hat eine derzeitige Größe von 43,03 km². Benannt wurde er nach dem Fluss Sohoton und der natürlich entstandenen Felsbrücke, die sich über den Fluss spannt. Seit 2003 liegt der Nationalpark im Gebiet des Samar Natural Parks und wird von ihm verwaltet. 
Der Nationalpark liegt ca. 50 km nordöstlich von Tacloban City, 35 km östlich dem Gemeindezentrum von Basey und nur mit dem Boot zu erreichen. Von Tacloban City dauert die Bootsreise ca. zweieinhalb und von Basay ca. zwei Stunden. Der Nationalpark hat zahlreiche natürlich entstandene Attraktionen, die drei großen Höhlen Sohoton-, Panhulugan I und II, die bewaldete Felsbrücke und das Panhulugan Felskliff. Er liegt in einer Karst-Gesteinsformation, die bewaldet ist und in der der Fluss Sohoton tief eingeschnittene Schluchten mit fast senkrecht abfallenden Wänden geschaffen hat. 
Die Höhlen im Nationalpark sind alle mit dem Boot befahrbar oder mit gespannten Brücken begehbar. Sie bieten unterschiedlichste Formen, so hat die Sohoton-Höhle eine kathedralenartige Form und ist ca. 50 Meter hoch. Die Panhulugan I Höhle ist die meistverzweigte Höhle, sie hat zwei Hauptgänge die ca. 7 Meter hoch und ca. 50 Meter lang sind. Die Panhulugan II Höhle hat einen stollenartigen Charakter, sie ist ca. 50 Meter lang und 5 Meter hoch. Alle drei Höhlen sind mit milchig weißen Stalaktiten an den Höhlendecken überzogen.